# Kammermusikfest Lockenhaus
Das Kammermusikfest Lockenhaus ist ein internationales Musikfest in der Marktgemeinde Lockenhaus im Burgenland.

## Geschichte
Das Kammermusikfest wurde 1981 vom Geiger Gidon Kremer gegründet und bis 2011 geleitet. Seit 2012 ist der Cellist Nicolas Altstaedt künstlerischer Leiter des Festivals. Es werden jährlich im Juli klassische Konzerte mit hochkarätigen Musikern veranstaltet, die traditionell auf der Burg Lockenhaus und in der Pfarrkirche hl. Nikolaus des Ortes stattfinden.

## Veröffentlichte Musikaufnahmen
- Gidon Kremer: Edition Lockenhaus, ECM New Series 2190-94, 2011 (Set mit 5 CDs)[1]